# Културна война
Културна война (на немски: Kulturkampf) е война между общества или социални групи, които имат и са характеризирани от различни идеи и идеали, вярвания, философии, културни ценности и модели на поведение .

## История

### Етимология
Фразата „културна война“ е международен термин и заемка (калка) от немския термин Kulturkampf. Немската дума Kulturkampf (културна борба) се отнася до сблъсъците между културни и религиозни групи в кампанията от 1871 до 1878 при Канцлера Ото фон Бисмарк по време на Германската империя срещу влиянието на Римокатолическата църква.

### В САЩ
В САЩ употребата на термина е била използвана да означи конфликтът между ценностите, смятани за традиционалистки (традиционален консерватизъм) и либерални. Тази употреба произтича от станалия видим през 20-те на 20 век конфликт между селското и градското в САЩ, което е последвано от няколко десетилетия на имиграция към градовете, това довежда до културни промени и тенденции на модернизация. Терминът е предефиниран от Джеймс Дейвидсън Хънтър през 1991 в неговата книга Културни войни: Борбата за дефиниране на Америка. (Culture Wars: The Struggle to Define America.) В нея той проследява тези културни движения от 1960 до годината на издаване .

## Разграничение
Макар че терминът културна война има звучене като тема от военното дело, в действителност войните и конфликтите, които се зараждат или са базирани на културни различия или несъгласия са разглеждани от термина културен конфликт .